# لا روكا ديل فاليس
بلدية لا روكا ديل باليس (بالكاتالانية: la Roca del Vallès) هي إحدى بلديات مقاطعة برشلونة، والتي تقع في منطقة كاتالونيا، شرق إسبانيا.
يبلغ عدد سكانها 9.656 نسمة وفقاً لإحصائية سنة (2007).